# Ле-Лоссе (озера)
Ле Лоссе (фр . Lacs Les Laussets) — група з трьох озер у долині Тіне, Приморські Альпи, Альпи, Франція. Вони розташовані на висоті 2400 м, на південний схід від Хребет Червоних Земель Crête des Terres Rouges і недалеко від Tête des Murres.
Слід зазначити, що поблизу озер Ле Лоссе можна знайти групу озер: озера Моргон.